# Тюменский государственный университет
Тюменский государственный университет (ТюмГУ) — первый университет Тюменской области, был открыт в 1930 году. Университет входит в число участников Проекта 5-100 — программы повышения международной конкурентоспособности российских вузов среди ведущих мировых научно-образовательных центров.

## Общие сведения
Университет включает 11 учебных институтов, а также филиалы в городах Тобольск и Ишим.  Головной вуз располагается в 14 учебно-лабораторных корпусах, большинство из которых находятся в исторической части города. Университету принадлежат 4 общежития в Тюмени и 2 общежития в филиалах. 
Общее количество студентов на конец 2023 года — 15264 человека, не считая аспирантов. Около 2000 иностранных студентов из 38 стран. Общее количество сотрудников — более 2000 человек, из которых около 1000 — преподаватели.
Реализуются образовательные программы по 68 направлениям подготовки (специальностям) бакалавриата и специалитета.

## История

### Тюменский агропедагогический институт
В 1930 году распоряжением исполкома Тюменского окружного Совета был образован Тюменский агропедагогический институт (Агропед). В рамках Агропеда были созданы агрономическое, химико-биологическое и физико-технические отделения. Первым ректором Тюменского Агропеда был назначен Владислав Северный. В 1932 году были созданы физико-математический и естественный факультеты.

### Тюменский государственный педагогический институт
В 1934 году Агропед был переименован в Тюменский государственный педагогический институт (ТГПИ), а через год в 1935 году состоялся первый выпуск из института. В начале 1940 года принят Устав института. В 1934 году при ТГПИ организован учительский институт, в 1938 году — факультет русского языка и литературы, в 1939 году — географический факультет, в 1941 году — факультет иностранных языков.
Во время Великой Отечественной войны институт был переведён на военные рельсы. Многие преподаватели и студенты ушли на фронт. Один из корпусов института — историческое здание Тюменской женской гимназии — был отдан под военный госпиталь. В 1945 году был создан исторический факультет. В 1955—1964 годах для института по ул. Республики, 9 был построен новый корпус на 1200 мест. В 1955 году была впервые открыта аспирантура — на кафедре физики.

### Тюменский государственный университет
1 января 1973 года Тюменский педагогический институт был преобразован в государственный университет.
В 2011—2012 годах обсуждалась возможность создания на базе ТюмГУ и ТюмГНГУ Западно-Сибирского федерального университета, однако планы реализованы не были.
В 2017—2020 годах Правительством Тюменской области инициирован проект «Тюменская инициатива для университетов», предусматривающий сокращение в вузах дублирующих специальностей и определяющий тематические направления для совместных научных исследований. В 2019 году ТюмГУ стал базовой площадкой одного из первых в стране научно-образовательных центров (НОЦ) по Национальному проекту «Наука» — Западно-Сибирского межрегионального НОЦ.
С 2022 года обучение на уровне бакалавриата и специалитета ведется по экспериментальной программе «2+2», которая предполагает, что в первые 2 года обучения изучаются преимущественно дисциплины общего цикла и элективные курсы, свободно выбираемые студентами, а специализация проходит в последние 2 (3) года.
В 2025 году планируется открытие нового учебного корпуса, строительство которого велось с 2021 года.

## Научно-исследовательская деятельность
Университет имеет широкий спектр направлений научных исследований, соответствующий статусу классического университета. Известные научные группы сложились с 1970-х годов в области методологии педагогических исследований (академик РАО В. И. Загвязинский), социально-экономических проблем профессионального образования (академик РАО Г. Ф. Куцев), криологии (академик РАН В. П. Мельников), конституционного права (профессор Г. Н. Чеботарёв). В 2010 году по итогам первого конкурса мегагрантов лабораторию «Качества вод, устойчивости экосистем и экотоксикологии» в ТюмГУ основала член-корреспондент РАН Т. И. Моисеенко.
Начиная с 2000 г. основной вектор научной деятельности в вузе — экологический — определял НИИ экологии и рационального использования природных ресурсов под руководством заслуженного эколога РФ, профессора А. В. Соромотина, обеспечивая более половины объёма финансирования научных работ в вузе по заказам индустриальных партнёров. Институт установил долгосрочное партнёрство с университетами Германии, Норвегии и США. Были проведены 6 международных конференций «Окружающая среда и менеджмент природных ресурсов» в период с 2009 по 2016 гг.
Стратегия развития научных исследований в университете направлена на формирование компетенций мирового уровня в области наук о жизни и поиск ответов на современные биологические и экологические угрозы. Проблемы обеспечения биобезопасности — в центре научной повестки основанного в 2017 году Института экологической и сельскохозяйственной биологии (X-BIO) — мирового лидера в акарологии. Исследования в Институте X-BIO направлены на изучение биоразнообразия членистоногих и поиск эффективных путей биологической защиты растений, с использованием достижений опто- и микрофлюидики, химии природных соединений и биоинформатики. В состав X-BIO вошёл созданный в ТюмГУ по федеральной целевой программе развития инфраструктуры наноиндустрии в РФ на 2008—2011 гг. НОЦ «Нанотехнологии», оснащённый электронными и зондовыми микроскопами и научно-технологическим комплексом «Нанофаб-100».
В 2011 г. был запущен в эксплуатацию суперкомпьютер «Менделеев», на момент запуска входящий в топ-50 высокопроизводительных суперкомпьютеров в РФ. С 2013 г. развивается взаимодействие в области метрологии с АО «ГМС Нефтемаш», на базе завода компании в Тюмени в 2015 г. создана базовая кафедра расходометрии нефти и газа, с самым крупным в России научно-испытательным стендом. В 2015 г. в ТюмГУ создан Инжиниринговый центр композиционных материалов на основе соединений вольфрама и редкоземельных элементов, обеспечивающий научное сопровождение новых для региона отраслей: стекольной промышленности и металлургии — производства ферросплавов. В 2020 г. ТюмГУ стал участником федеральной программы создания и развития Научных центров мирового уровня (НЦМУ), образовав в составе консорциума НЦМУ «Передовые цифровые технологии».
Развиваются исследования науки и технологий (STS) применительно к современным биотехнологиям, экологическая история, биоэтика и другие направления.
ТюмГУ — участник международных сетевых проектов по изучению изменения климата, землепользования и биоразнообразия, в том числе в Арктике: «SASCHA» c консорциумом университетов Германии по гранту Федерального министерства образования и научных исследований Германии (2011—2016 гг.), «КлимЭко» по гранту РФФИ и Академии Финляндии (2018—2020 гг.), «Умные сообщества в Арктическом регионе» по гранту Правительства Норвегии (2018—2021 гг.), «SODEEP» с консорциумом Европейских вузов (2019—2021 гг.), «SERUS» по гранту РФФИ и Бельмонтского Форума (2020—2022 гг.) и других. Входит в консорциум организаций международного проекта ELIPS-4 Европейского космического агентства (ESA). Научные экспедиции, помимо Западной Сибири, проводятся в Австралии, Мексике, Чили, ЮАР по грантам РНФ и РФФИ.
В 2019 году в ТюмГУ выполнялись исследовательские проекты по 73 грантам различных фондов.

## Международная деятельность
Первые шаги в международной деятельности были сделаны в 1980-е годы, когда в ТюмГУ были направлены на обучение 59 студентов из Болгарии и 30 — из Монголии. 29 ноября 1988 года был подписан первый международный договор о сотрудничестве с Лэйкхедским университетом (Канада), и ТюмГУ стал членом Международной ассоциации приполярных университетов. 31 января 1989 года был создан международный отдел. В июне 1991 года в ТюмГУ прошла II международная конференция приполярных университетов, на которой выступили с докладами учёные из Канады, США, Финляндии и Швеции. В это время начинаются первые обмены преподавателями и первые поездки студентов на включённое обучение в Лэйкхедский и Лаурентийский университеты в Канаде по двусторонним договорам о сотрудничестве. В 1991—1993 годах по одному студенту ежегодно направляли на обучение в США по Президентской программе, среди них — Андрей Толстиков. С 1990-х годов начинаются контакты с университетами КНР. Первый договор — с Хэйлунцзянским университетом — был подписан в 1992 году, с Далянским университетом — в 1995 году, что позволило принять на обучение 60 студентов из КНР.
С 1993 года начинается сотрудничество с Европейским Союзом по программе «Tempus-Tacis». Первый проект был направлен на совершенствование подготовки лингвистов совместно с Вулвэрхемптонским университетом (Великобритания). По второму проекту в ТюмГУ был создан международный лингвистический центр. По результатам дальнейших проектов с европейскими партнёрами в ТюмГУ был открыт центр экологического образования, организованы стажировки преподавателей и студентов в европейские университеты, изучен опыт перевода кредитов в европейскую систему зачётного перевода (ECTS). Центром координации сотрудничества с Евросоюзом стал Региональный институт международного сотрудничества. С 2015 года ТюмГУ принял участие в 3 проектах по программам «Tempus» и в 8 — по программам «Erasmus+», из них в 3 проектах — в роли координатора от России.
Сотрудничество с Германией определило партнёрство Тюменской области и федеральной земли Нижняя Саксония. Засчёт средств Правительства Нижней Саксонии и грантов Евросоюза было инициировано сотрудничество с Университетом Люнебурга, в частности, в области правоведения и экономики. Сотрудничество с Немецкой службой академических обменов (DAAD) позволило ежегодно направлять на стажировки в университеты Германии преподавателей. Крупной вехой стал научно-исследовательский проект «SASCHA» с консорциумом университетов, координируемых Вестфальским университетом имени Вильгельма из города Мюнстер, по гранту объёмом 4,2 млн евро Федерального министерства образования и научных исследований Германии (2011—2016 гг.), в котором исследовались изменения биоразнообразия и землепользования в Западной Сибири в связи с климатическими изменениями. Для координации научных связей с Германией учреждён Центр российско-немецкого сотрудничества Георга Вильгельма Стеллера (2016 г.). Культурные и образовательные программы в области немецкого языка координирует Ресурсный центр немецкого языка и культуры — партнёр Гёте-института.
В 2013 году в ТюмГУ создан Франко-российский центр регионального сотрудничества, объединивший центр ресурсов французского языка и информационный пункт Кампюс Франс. С 2004 года ТюмГУ входит в сеть российских университетов-партнёров Посольства Франции в России. Центр координирует 6 совместных магистерских программ двойных дипломов ТюмГУ с университетами Франции. Основные партнёры ТюмГУ — Страсбургский университет, Университет Лотарингии в г. Мец, Университет Тулузы — Жан Жорес. Директор Центра Ф. Г. Золотавина в 2018 году стала кавалером Ордена академических пальм.
С университетами США с 2004 года было инициировано сотрудничество по поддержке развития научной и инновационной деятельности в ТюмГУ. По 4 пилотным проектам IREX были организованы стажировки сотрудников ТюмГУ в Индианский университет (г. Блумингтон) для изучения опыта трансфера технологий. С Индианским университетом был выполнен проект «Глобальные экологические проблемы и изучение языков» по гранту Департамента образования США, организованы обмены студентов и преподавателей в 2009—2013 гг. По программе университетских партнёрств США и России Фонда Евразия и НФПК в 2016—2017 гг. выполнен проект с Колледжем экологии и лесоведения Университета штата Нью-Йорк (город Сиракьюс) по модернизации магистратуры и аспирантуры в области экологии. В 2019 году создан Центр биобезопасности лесов с Университетом Северной Аризоны.
Со странами СНГ сотрудничество развито с Казахстаном, Узбекистаном, Таджикистаном и Азербайджаном. В Петропавловске (Казахстан) действует Представительство ТюмГУ. С 2017 года реализуется совместная магистерская программа двойных дипломов «Защита прав человека и бизнеса» с Евразийским национальным университетом им. Л. Н. Гумилёва".
Большая часть иностранных студентов — из стран СНГ, преимущественно из Средней Азии.
В ТюмГУ создана сеть страновых центров для предоставления сервисов поддержки иностранным студентам и специалистам: Арабский центр, Центр стран Латинской Америки и Карибского бассейна, Китайский центр, Корейский центр. Созданы Австрийский и Венгерский кабинеты. В вузе организована волонтёрская поддержка иностранных студентов — бадди. Образована Ассоциация иностранных студентов ТюмГУ. Основана первая в России Ассоциация выпускников государственных программ обменов, куда вошли стипендиаты Президента РФ для обучения за рубежом и выпускники государственной программы «Глобальное образование». Ежегодно проводится фестиваль «CultFest».
Титула Почётного доктора ТюмГУ удостоены зарубежные учёные, внёсшие значительный вклад в укрепление сотрудничества с ТюмГУ. В последние годы титул получили Майкл Питер Таунзенд (Великобритания), Эдгар Вагнер (недоступная ссылка) (Германия), Ирина Антанасиевич (Сербия) и Чжу Юйфу (КНР), Маркку Кулмала (Финляндия), Норберт Хёльцель (Германия), Бхарат Бушан (США), Пеэтер Арвилайд (Эстония), Гай Ланза (США) и Ольга Грауманн (Германия).

## Инклюзивное образование
По проекту программы Евросоюза «Тempus» (2014—2016 гг.) c Фондовым университетом Хильдесхайма (Германия) в ТюмГУ был создан Международный компетентностный центр инклюзивного образования, на средства гранта закуплено специальное оборудование для лиц с ограниченными возможностями здоровья. Инженером центра А.Фахрутдиновым был разработан электронный учебник для незрячих и слабовидящих — СИОЛЛ — для обучения навыкам письма и чтения с использованием шрифта Брайля.
В 2017 году в ТюмГУ создан Ресурсный учебно-методический центр по обучению инвалидов и лиц с ограниченными возможностями здоровья (РУМЦ).Партнёрамии РУМЦ стали вузы Тюменской области, Ханты-Мансийского автономного округа-Югры, Красноярского края, Омской и Томской областей.

## Издательство
Издательская деятельность в вузе имеет истоки в 1930-е годы. Первым изданием стали «Учёные записки». В 1996 году в структуре ТюмГУ было организовано издательство.
С 1998 года стал выпускаться «Вестник Тюменского государственного университета». Журнал представлял основные направления научной работы ТюмГУ с периодичностью издания 12 номеров в год. Журнал находился в перечне рецензируемых научных журналов ВАК. В 2014 году по данным рейтинга мультидисциплинарных журналов SCIENCE INDEX «Вестник Тюменского государственного университета» занимал 65-е место из 409 позиций. В этом же году была произведена реорганизация и создана объединённая редакция журналов «Вестник ТюмГУ», который стал включать в себя четыре периодических издания с целью публикации статей, освещающих научные проблемы по различным направлениям естественных, гуманитарных и социальных наук.
ТюмГУ издаёт журналы «Вестник ТюмГУ», «Университет и регион» (с 2017 — UTMN), «Acarina», BRICS Law Journal, «Language & Science». Журнал «Acarina» по рейтингу журналов SCIMAGO занимает первую строчку среди российских журналов по направлению Agricultural and Biological Sciences, имея SJR 0,507, публикует научные статьи в области систематики, фаунистики и экологии клещей. BRICS Law Journal освещает правовые аспекты стран БРИКС. С 2017 года стал выходить новый журнал на английском языке «Siberian Socium». Журналы «Acarina» и BRICS Law Journal индексируются международной базой Scopus.

## Ректоры ТюмГУ

### Ректоры Тюменского агропедагогического института
- 1930—1932 — Владислав Северный
- 1932—1934 — Николай Шибанов

### Ректоры Тюменского педагогического института
- 1934—1940 — Сергей Сорокин
- 1939—1940 — Константин Семёнов
- 1940—1944 — Михаил Королёв
- 1944—1948 — Ирина Тужик
- 1948—1953 — Василий Тихонов
- 1953—1956 — Александр Дунаев
- 1956—1958 — Иван Инжеватов
- 1958—1959 — Николай Карлов
- 1959—1970 — Владимир Клейменов
- 1970—1973 — Виктор Дерябин

### Ректоры Тюменского государственного университета
- 1973—1981 — Игорь Александров
- 1981—1987 — Геннадий Куцев
- 1987—1992 — Алексей Ивандаев
- 1992—2007 — Геннадий Куцев
- 2007—2013 — Геннадий Чеботаревв
- 2013—2020 — Валерий Фальков
- 2021— настоящее время — Иван Романчук

## Структура университета

### Учебные институты
- Финансово-экономический институт (ФЭИ);
- Институт государства и права (ИГиП);
- Школа компьютерных наук (ШКН);
- Институт социально-гуманитарных наук (СоцГум)[47];
- Институт физической культуры (ИФК);
- Институт дистанционного образования (ИДО);
- Институт экологической и сельскохозяйственной биологии (X-BIO)[48];
- Школа перспективных исследований (SAS)[49];
- Школа естественных наук (ШЕН)[50];
- Региональный институт международного сотрудничества (РИМС);
- Политехническая школа[51];
- Школа образования (ШО);

### Филиалы
- Тобольский педагогический институт имени Д. И. Менделеева
- Ишимский педагогический институт имени П. П. Ершова

### Научные и инновационные подразделения
- Центр академического письма «Импульс»
- Технологический парк
- Бизнес-инкубатор
- НИИ экологии и рационального использования природных ресурсов
- НОЦ «Нанотехнологии»
- Центры коллективного пользования
- Центр региональных справочных изданий
- Региональная лаборатория изучения этноконфессиональных отношений и проведения социокультурных экспертиз
- Лаборатория международных и сравнительно-правовых исследований
- Центр трансфера технологии и интеллектуальной собственности
- Инжиниринговый центр композиционных материалов на основе соединений вольфрама и редкоземельных элементов
- Центр индустриального инжиниринга и геоинформатики
- Научные полевые станции и базы практик

## Рейтинги
В 2016 году Тюменский государственный университет стал единственным вузом в рейтинге работодателей России от HeadHunter и занял 28 строчку.
В рейтинге университетов мира QS World University Rankings 2022 года ТюмГУ занимает позицию 801—1000.
В 2022 году вуз вошёл в Международный рейтинг «Три миссии университета», где занял позицию в диапазоне 1001—1100.
Также в 2022 году занял 67 место в рейтинге RAEX «100 лучших вузов России»
и 45 место в рейтинге влиятельности вузов России (RAEX), 2022.
В предметных рейтингах RAEX Тюменский государственный университет входит в списки лучших вузов по 8 направлениям подготовки.

## Известные выпускники
Среди выпускников ТюмГУ — федеральные министры (В. В. Якушев, В. Н. Фальков), губернаторы (А. В. Моор, Д. А. Артюхов), выдающиеся деятели науки, культуры и спорта.

Министр науки и высшего образования РФ В. Н. Фальков в 2013—2020 гг. занимал должность ректора ТюмГУ.